# Plectrohyla hartwegi
Plectrohyla hartwegi es una especie de anfibios de la familia Hylidae.
Habita en el sur de México, Guatemala y sudoeste de Honduras.
Sus hábitats naturales son los montanos secos y los ríos. Está amenazada de extinción por la destrucción de su hábitat natural y la quitridiomicosis.